# Triadenum tubulosum
Triadenum tubulosum är en johannesörtsväxtart som först beskrevs av Thomas Walter, och fick sitt nu gällande namn av Henry Allan Gleason. Triadenum tubulosum ingår i släktet Triadenum och familjen johannesörtsväxter. Inga underarter finns listade i Catalogue of Life.